# Mangifera lalijiwa
Espèce
Statut de conservation UICN

 DD (Needs updating) : Données insuffisantes
Mangifera lalijiwa est une espèce de plantes à fleurs du genre Mangifera de la famille des Anacardiaceae. Elle n'a été observée qu'à Bali et Java en Indonésie.